# Le Monstre aux abois
Pour plus de détails, voir Fiche technique et Distribution.
Le Monstre aux abois (4D Man) est un film de science-fiction horrifique américain réalisé par Irvin Yeaworth (en) sorti en 1959.

## Synopsis
Tony Nelson, un scientifique brillant mais irresponsable, met au point un amplificateur électronique qui, espère-t-il, permettra à n'importe quel objet d'atteindre un espace à quatre dimensions (4D). Dans cet état, tout objet peut passer librement à travers n'importe quel autre objet. Cependant, Tony ne fait pas attention à la surcharge, ce qui déclenche un incendie électrique qui brûle son laboratoire. L'université met alors fin à son contrat. Désormais sans emploi, Tony demande à son frère Scott, également titulaire d'un doctorat, de l'aider dans son expérience. Scott est chercheur dans une usine située à West Chester, en Pennsylvanie, et travaille sur un matériau appelé Cargonite qui est si dense qu'il est impénétrable

## Fiche technique
- Titre français : Le Monstre aux abois[1]
- Titre original anglais : 4D Man[2]
- Réalisation : Irvin Yeaworth (en)
- Scénario : Jack H. Harris (en)
- Photographie : Theodore J. Pahle
- Montage : William B. Murphy
- Musique : Ralph Carmichael
- Production : Jack Harris, Irvin Yeaworth, Milton Rackmil, Edward Muhl
- Société de production : Fairview Productions, Jack H. Harris Enterprises
- Pays de production :  États-Unis
- Langue originale : anglais américain
- Format : couleurs par Deluxe - 1,85:1 - Son mono - 35 mm
- Genre : Film de science-fiction horrifique
- Durée : 85 minutes
- Date de sortie :
  - États-Unis : 7 octobre 1959
  - France : 25 janvier 1961

## Distribution
- Robert Lansing : Dr. Scott Nelson
- Lee Meriwether : Linda Davis
- James Congdon : Dr. Tony Nelson
- Robert Strauss Roy Parker
- Edgar Stehli : Dr Theodore Cargon
- Patty Duke Marjorie Sutherland
- Guy Raymond : Fred, le gardien
- Chic James : B-Girl
- Elbert Smith : Capitaine Rogers
- George Karas : Sergent Todaman
- Jasper Deeter : M. Welles
- John Benson : reporter
- Jack H. Harris : l'homme de la boîte de nuit
- Dean Newman : Dr. Brian Schwartz